# 高橋秀栄
高橋 秀栄（秀榮、たかはし しゅうえい、1942年 - ）は、日本の仏教学者。専門は中世仏教史。神奈川県立金沢文庫長など歴任。

## 来歴
北海道生れ。1973年駒澤大学仏教学部卒業。同大学大学院博士課程修了。専門は中世仏教史。
神奈川県立金沢文庫に入り、のち金沢文庫長を務める。駒澤大学および法政大学大学院非常勤講師などを歴任した。
著書に「興聖寺開創・北越移錫」「道元思想大系 3 伝記篇 第3巻」など

### 論文
- 高橋秀栄「如浄語録を通してみた如浄禅師」『印度學佛教學研究』第20巻第1号、日本印度学仏教学会、1971年、150-151頁、doi:10.4259/ibk.20.150、ISSN 0019-4344、NAID 130004023002。
- 高橋秀栄「鎌倉初期における禅宗の性格(序)--日本達磨宗の禅の性格」『宗学研究』第13号、曹洞宗総合研究センター、1971年3月、117-122頁、ISSN 02881683、NAID 40001683014。
- 高橋秀栄「金沢文庫保管「指要鈔聞集」に引用せられた正法眼蔵の一古則について」『印度學佛教學研究』第23巻第1号、日本印度学仏教学会、1974年、180-181頁、doi:10.4259/ibk.23.180、ISSN 0019-4344、NAID 130004023437。
- 高橋秀栄「大日房能忍と達磨宗に関する史料-1-」『金沢文庫研究』第22巻第4号、神奈川県立金沢文庫、1976年6月、p14-16、ISSN 04531949、NAID 40000514195。
- 高橋秀栄「大日房能忍と達磨宗に関する史料-2-」『金沢文庫研究』第22巻第1号、神奈川県立金沢文庫、1977年1月、p22-33、ISSN 04531949、NAID 40000514187。
- 高橋秀栄「下野薬師寺密厳と天台学」『印度學佛教學研究』第27巻第2号、日本印度学仏教学会、1979年、652-653頁、doi:10.4259/ibk.27.652、ISSN 0019-4344、NAID 130003829633。
- 高橋秀栄「後嵯峨天皇と道元禅師」『宗学研究』第25号、曹洞宗総合研究センター、1983年3月、p49-54、ISSN 02881683、NAID 40001682180。
- 高橋秀栄「鎌倉下向僧の研究-願行房憲静の事跡-」『印度學佛教學研究』第32巻第2号、日本印度学仏教学会、1984年、852-855頁、doi:10.4259/ibk.32.852、ISSN 0019-4344、NAID 130004024968。
- 高橋秀栄「『関東往還記』について」『印度學佛教學研究』第35巻第2号、日本印度学仏教学会、1987年、720-723頁、doi:10.4259/ibk.35.720、ISSN 0019-4344、NAID 130003830724。
- 高橋秀栄「大日房能忍に附与された達磨画像をめぐって」『宗学研究』第29号、曹洞宗総合研究センター、1987年3月、p127-132、ISSN 02881683、NAID 40001682356。
- 高橋秀栄「北条実時と思円房叡尊」『印度學佛教學研究』第37巻第1号、日本印度学仏教学会、1988年、271-276頁、doi:10.4259/ibk.37.271、ISSN 0019-4344、NAID 130003830832。
- 高橋秀榮「鎌倉時代の仏名会」『印度學佛教學研究』第53巻第1号、日本印度学仏教学会、2004年、237-245頁、doi:10.4259/ibk.53.237、ISSN 0019-4344、NAID 110002707291。
- 高橋秀栄「心慶手沢本にみる仏教用語とその解説文」『駒沢大学仏教学部論集』第35号、駒澤大学仏教学部研究室、2004年10月、99-114頁、ISSN 0389990X、NAID 120006610647。
- 高橋秀榮「法華玄義私見聞の仏教語とその語義」『駒沢大学仏教学部研究紀要』第65号、駒澤大学、2007年3月、159-175頁、ISSN 04523628、NAID 120006616444。
- 高橋秀榮「『法華文句私見聞』の仏教語とその語義」『駒沢大学仏教学部論集』第38号、駒澤大学仏教学部研究室、2007年10月、279-308頁、ISSN 0389990X、NAID 120006616761。
- 高橋秀榮「鎌倉の大仏に奉納された一切経」『印度學佛教學研究』第56巻第2号、日本印度学仏教学会、2008年、526-533頁、doi:10.4259/ibk.56.2_526、ISSN 0019-4344、NAID 110007042975。
- 高橋秀榮「止観私見聞の仏教語とその語義」『駒沢大学仏教学部研究紀要』第66号、駒澤大学、2008年3月、299-332頁、ISSN 04523628、NAID 120006616634。